# Lessons in Love
Lessons in Love ist ein Lied der britischen Band Level 42 aus dem Jahr 1986, das von Wally Badarou, Mark King und Rowland „Boon“ Gould geschrieben wurde.

## Hintergründe
Level 42 waren in der Jazz-Rock- und Funk-Szene bekannt und beliebt, Bassist Mark King, Spitzname Mr. Thumb, wurde Mitte der 1980er Jahre zu den besten Bassisten der Welt gezählt. Doch kommerziell erfolgreich war die Band nicht und beschloss, massentauglichere und geradlinigere Musik zu machen. Zu diesem Zweck kollaborierten die Musiker mit dem befreundeten Wally Badarou und schrieben mit ihm gemeinsam das Stück Lessons in Love. Das Lied kombiniert zeitgenössische Popmusik mit Funk, Grundlage ist eine „galoppierende Slapbasslinie“ gepaart mit „zackigen Keyboard-Bläsern“.
Lessons in Love wurde weltweit am 14. April 1986 veröffentlicht. Der Titel war der einzige Nummer-eins-Hit der Band in Deutschland, der Schweiz und Dänemark. In Deutschland stand er sechs Wochen auf Platz eins und weitere fünf Wochen auf Platz zwei. Der Song ist 4:00 Minuten lang und erschien auf dem Album Running in the Family. Auf der B-Seite befindet sich das Lied Hot Water (Live). Das Musikvideo wurde Anfang 1986 von Stuart Orme gedreht; in der Handlung spielt die Band den Song auf einer Baustelle.

## Kommerzieller Erfolg

### Chartplatzierungen
| ChartsChartplatzierungen       | Höchstplatzierung | Wochen |
| ------------------------------ | ----------------- | ------ |
| Deutschland (GfK)              | 1 (20 Wo.)        | 20     |
| Österreich (Ö3)                | 4 (12 Wo.)        | 12     |
| Schweiz (IFPI)                 | 1 (16 Wo.)        | 16     |
| Vereinigte Staaten (Billboard) | 12 (18 Wo.)       | 18     |
| Vereinigtes Königreich (OCC)   | 3 (13 Wo.)        | 13     |

| ChartsJahrescharts (1986)    | Platzierung |
| ---------------------------- | ----------- |
| Deutschland (GfK)            | 3           |
| Österreich (Ö3)              | 25          |
| Schweiz (IFPI)               | 3           |
| Vereinigtes Königreich (OCC) | 25          |

### Auszeichnungen für Musikverkäufe
| Land/Region                  | Auszeichnungen für Musikverkäufe (Land/Region, Auszeichnung, Verkäufe) | Verkäufe |
| ---------------------------- | ---------------------------------------------------------------------- | -------- |
| Kanada (MC)                  | Gold                                                                   | 50.000   |
| Niederlande (NVPI)           | Gold                                                                   | 75.000   |
| Vereinigtes Königreich (BPI) | Silber                                                                 | 250.000  |
| Insgesamt                    | 1× Silber · 2× Gold ·                                                  | 375.000  |

## Coverversion
- 1987: Saragossa Band
- 1998: Chris Norman
- 1998: Bad Boys Blue
- 2001: Thomas Anders
- 2006: Lemon Ice
- 2007: Waterloo & Robinson
- 2013: Viktoria Tolstoy & Jacob Karlzon